# Zeno Colò
Zeno Colò, född 30 juni 1920 i Abetone, död 12 maj 1993, var en italiensk alpin skidåkare.
Colò blev olympisk guldmedaljör i störtlopp vid vinterspelen 1952 i Oslo.